# Ivan Roubal
Ivan Roubal (ur. 12 maja 1951, zm. 29 czerwca 2015 we Frysztacie) – czeski seryjny morderca, który w latach 1991–1994 zamordował osiem osób. Nigdy nie przyznał się do żadnej z dokonanych zbrodni. 

## Życiorys
Podobnie jak Hubert Pilčík zbrodniczą działalność rozpoczął w stosunkowo późnym wieku. Mieszkał w praskiej dzielnicy 5., przy ulicy Stroupežnického, na Smíchovie. W 1970 zdał maturę w średnim liceum rolniczym i został zootechnikiem. Pracował w tym zawodzie, a także jako budowlaniec i konduktor. Po 1989 zajął się ogrodnictwem. Był żonaty (od 1973), miał dwóch synów, a po rozwodzie żył z przyjaciółką (pierwszy syn zginął w 2012 w wypadku samochodowym). Żadna z partnerek życiowych nie wiedziała o jego zbrodniczej działalności. Badania psychiatryczne po aresztowaniu wykazały u niego psychopatię i skłonności ku agresji. Był w pełni świadom swych czynów. Był inteligentny (IQ 112) i pozbawiony chorób psychicznych. Wykazano jego nierównomiernie rozwiniętą osobowość, egocentryzm, chłodny stosunek do innych, w tym zwłaszcza do ofiar, wysoką żądzę posiadania pieniędzy, cynizm i bezrefleksyjność. Był asocjalny, amoralny, a przy tym charakteryzował się wysoką samokontrolą i chłodno oceniał sytuację. Wedle własnych wypowiedzi był człowiekiem głęboko wierzącym. Nie spożywał nadmiernie alkoholu. Ataki na ofiary były incydentami, po których wracał do ułożonego życia. Przed sądem zachowywał się spokojnie, angażował sąd w długie i wyczerpujące dyskusje, stosował cytaty z Biblii i pism filozoficznych. Lubił konfabulować i przedstawiać rzeczywistość w sposób wygodny dla siebie.
Punktem wyjścia dla jego przestępczych działań było zakupienie w 1991 posiadłości Pohádka koło wsi Čachrov-Javorná (działka budowlana nr 193, pierwotnie nr 35, obecnie nr 58, w 2015 obiekt był w ruinie), niedaleko drogi łączącej Klatovy z Železną Rudą. Marzył o otwarciu dużego centrum ogrodniczego i ten teren miał być początkiem tego rodzaju działalności, do rozpoczęcia której ostatecznie nigdy nie doszło, z uwagi na brak środków finansowych. Gospodarstwo było w złym stanie i pochłaniało każde zdobyte przez Roubala pieniądze. Hodował tam świnie wietnamskie i kurczaki bez wymaganych zezwoleń.
Przed 1989 był związany ze Świadkami Jehowy, jednak nie odnalazł tam religijnego spełnienia, w związku z czym zaczął oddawać się okultyzmowi i mistycyzmowi, a później skłaniał się ku katolicyzmowi.

## Zbrodnie

### František Heppner wraz z kochanką
Emeryt był znajomym Roubala. Zapowiedział, że kupi w pobliżu Pohádki wodny tartak i będzie z nim współpracował. 6 grudnia 1991 był ostatnim dniem, w którym był widziany. Zabójca rozpowiadał, że Heppner wyjechał do Niemiec ze swoją rosyjską kochanką. Jeździł jego samochodem (Fiat Uno) i począwszy od marca 1992 rozprzedawał jego majątek. O to zabójstwo został oskarżony dopiero po wielu latach i nigdy nie udało mu się go udowodnić, mimo że pewnego dnia oświadczył synowi Marcinowi, że "oboje nie żyją i zeżarły ich prosiaki". O zabójstwo kochanki Heppnera nie był nawet oskarżony. W 1997 wskazywał na fotografii w dzienniku Blesk dwie osoby, którymi miał być Heppner wraz z kochanką.

### Vladimír Strnad
Właściciel przedsiębiorstwa taksówkowego (26 lat) był również znajomym Roubala. 26 lipca 1992 obaj udali się do Božíkova, będącego częścią miasta Zákupy w kraju libereckim, gdzie oglądali dom jednorodzinny przeznaczony na sprzedaż. Z Božíkova wrócił tylko Roubal, który po jakimś czasie zaczął użytkować samochód Strandy, którego nikt już później nie widział żywego. Ciało zamordowanego, według pierwotnej wersji, odnalazł 25 maja 1993 mieszkaniec Božíkova, który udał się za dom zbierać pokrzywy. Ostateczna wersja głosiła, że była to osoba zainteresowana kupnem budynku, oglądająca go wraz z właścicielem. Całkowicie nagie zwłoki w znacznym stopniu rozkładu pływały w szambie i nie zostały zidentyfikowane. Identyfikacja nastąpiła dopiero po dwudziestu miesiącach w oparciu o znaleziony w zębach element dentystyczny. Nie było jednak początkowo powiązania z Roubalem. 13 lipca 1994 oskarżono go ostatecznie o to morderstwo, po znalezieniu w bojlerze zabójcy zegarka należącego do ofiary.

### Václav Horký
Przedsiębiorca miał na praskim Placu Wacława dwa stragany z biżuterią i szkłem. Znał Roubala i niejednokrotnie pożyczał mu pieniądze. Roubal długi spłacał niechętnie i grając na czas. 10 grudnia 1992 ofiara była widziana po raz ostatni przez swojego współpracownika, Petra Kudrnę, który potwierdził, że Horký rozmawiał wówczas z Roubalem. Morderca wmawiał później żonie ofiary i Kudrnie, że Horký pojechał do Belgii wraz z jakimś dłużnikiem. Doszło nawet do sytuacji, w której Roubal zaczął pobierać ze straganów zamordowanego zyski, a podejrzenia żony rozwiał wysyłając z Niemiec telegram o treści: "O moje sprawy dba obecnie Roubal. Václav". Kudrna doniósł o tym policji, gdyż współpracownik zawsze podpisywał się jako Venda, a nie Václav. Ciała ofiary nigdy nie odnaleziono, a w 1995 uznano go za zmarłego. Morderca poprzysiągł zemstę Kudrnie, do czego doszło w 1994. Roubal nigdy nie był oskarżony o tę zbrodnię.

### Josef Suchánek
71-letni emeryt z otoczenia Roubala chciał obejrzeć posiadłość Pohádka. 26 maja 1993 udał się tam i nigdy stamtąd nie wrócił. Według późniejszych ustaleń został zabity albo na samej posesji, albo przy drodze do Klatov. Ciało wypłynęło na powierzchnię Horusickiego Rybníka, nieopodal miasta Veselí nad Lužnicí, 3 października 1993. Policja zidentyfikowała zwłoki, a także ustaliła, że osobę zamordowano. Ujawniono też ślady prowadzące do mordercy, który wynosił z domu ofiary książki, kasety video, telewizor, radio, magnetowid i inne przedmioty. Trzykrotnie wybrał też środki z konta zmarłego prowadzonego przez bank Česká spořitelna. Mimo cząstkowych dowodów Roubal nie został skazany za to morderstwo, ponieważ jego kochanka potwierdziła przed sądem, że przebywał w czasie dokonania zbrodni w Bułgarii.

### Václav Dlouhý
Zwłoki właściciela biura matrymonialnego znaleziono 12 listopada 1993 w mieszkaniu przy ulicy Vratimovskiej 481 na praskich Letňanach (Praga 18). Policję wezwali sąsiedzi zaniepokojeni kilkunastodniowym brakiem aktywności właściciela. Trup był związany sznurem od bielizny w taki sposób, że prostowanie nóg powodowało duszenie sznurem u szyi. Osoba ta znana była policji z praktyk sadomasochistycznych, także związanych z duszeniem, które Dlouhý nagrywał na kasety wideo. Z mieszkania zabrano 36.000 koron, około czterysta kaset wideo i inne drobne przedmioty. Zamordowany znał zabójcę i wpuścił go do domu dobrowolnie. Śledztwo ujawniło, że zmarłego widziano ostatnio 5 listopada, a później (8 listopada) jedna z sąsiadek zarejestrowała mężczyznę i kobietę wynoszących z jego mieszkania różne paczki. Rysopis podany przez świadka był bardzo zbliżony do ujętego później Roubala, ale jego publikacja w gazetach nie przyniosła efektów. Policja rozpoznała jednak pojawiające się na rynku kasety z podpisem ofiary i doszła do tego, że sprzedaje je Ivan Roubal. 

### Petr Kudrna, Peter Magdolen
W tym samym czasie Roubal zapoznał się z dwoma Czechami i dwoma Ukraińcami. 8 marca 1994 cała grupa postanowiła okraść wypożyczalnię samochodów ZAPAP zlokalizowaną w suterenie przedsiębiorstwa Falco przy ulicy Pod Zvonařkou 4 w dzielnicy Praga 2. Pod pretekstem wypożyczenia samochodu grupa zjawiła się tam około godziny 22:00 i wtargnęła do wnętrza z bronią w ręku. Kudrna i Magdolen zostali związani kablem elektrycznym w sposób identyczny jak wcześniej Dlouhý. Trzeci obecny, Jiří Semerád, również, ale jego więzy były lżejsze, a Roubal ostatecznie darował mu życie. Kudrnę musiał zabić, ponieważ ten znał go ze sprawy Václava Horkiego i mógł zdradzić szczegóły Magdolenovi. Obaj udusili się w więzach. Przestępcy zabrali kilka tysięcy koron, elektronikę i kilka innych drobnych przedmiotów.
Podwójne morderstwo przyspieszyło śledztwo i 30 marca 1994 Roubal został aresztowany na Placu Pokoju w Pradze. Miał wówczas na głowie tę samą perukę, co podczas okradania mieszkania Dlouhego. Tego samego dnia policja zrobiła obławę na hotel robotniczy ukraińskich budowlańców w dzielnicy Kyje, gdzie aresztowano kilkanaście osób, w tym podejrzanego o napad na wypożyczalnię ZAPAP Pavla J. Prijmaka. Drugi z podejrzanych, Ivan Lan'duk lub Nand'uk zbiegł i nigdy go nie ujęto. Roubal o morderstwa w ZAPAP-ie oskarżał potem właśnie tych dwóch Ukraińców. Wkrótce później aresztowano również dwóch Czechów. Byli to Miroslav Zatřepálek oraz Petr Nedvěd.

## Śledztwo i procesy
Śledztwo w sprawie działalności Roubala było bardzo żmudne i skomplikowane. Podejrzany stanowczo odmawiał przyznania się do czegokolwiek. Ostatecznie policjantom udało się udowodnić mu cztery zabójstwa: Magdolena, Kudrny, Stranda i Suchánka. Sprawę poprowadził Sąd Miejski w Pradze. Proces rozpoczął się 11 grudnia 1995 i trwał czternaście miesięcy. Sędzią był Jiří Horký. Na ławie oskarżonych zasiedli Roubal, Prijmak i  Nedvěd. Zatřepálek był poszukiwany i został dokooptowany do grona oskarżonych dopiero w listopadzie 1996. Roubal bronił się skutecznie, chwytał świadków za słowa i wyszukiwał precyzyjnie różne luki w zeznaniach. Jego dokładność i nobliwy wygląd sprawiły, że zyskał w mediach przydomek "profesora". Wyrok zapadł 13 lutego 1997: Roubal otrzymał karę pięciu lat pozbawienia wolności za wymuszenie (prokurator żądał dożywocia), Primak trzy lata za kradzież, Zatřepálek dwa lata, a Nedvěd dwa lata w zawieszeniu. Z tak niskim wyrokiem nie zgodziło się zarówno oskarżenie, jak i opinia publiczna. 
Z końcem lipca 1997 sprawę rozpatrzył Sąd Najwyższy i nakazał jej ponowne rozpatrzenie. Sąd Miejski w Pradze rozpoczął powtórny proces 8 września 1997. Sędzia Jiří Horký popełnił jednak błąd. Przyznał wprawdzie, że przyczyny zatrzymania Roubala trwają nadal, to jednak zapomniał postanowić o przedłużeniu sprawy. Przez to Roubal odzyskał wolność i opuścił więzienie Pankrác 30 września 1997, witany przez tłum dziennikarzy. Było wiadomo, że przygotowuje się do opuszczenia kraju. W związku z tym zaraz po przekroczeniu bramy zakładu karnego został zatrzymany za groźby wobec świadków i strażników więziennych, a więc przemoc przeciwko grupie osób. Przewieziono go do zakładu karnego Ružín. Sędzia został ukarany naganą i odsunięciem od prowadzenia poważniejszych spraw. Mimo to, do końca 1998, prowadził jeszcze proces Roubala. 
Kolejny proces rozpoczął się przed Miejskim Sądem w Pradze 3 listopada 1997. Był żmudny, długotrwały i nacechowany absencją świadków. W maju 1998 obwiniono go o zabójstwa Heppnera i Horkégo, a w grudniu 1998 przedstawiono oskarżonemu zarzut dotyczący Václava Dlouhego. Wyrok zapadł 9 grudnia 1998. Sąd uznał dowody za niewystarczające i skazał przestępcę na pięć lat pozbawienia wolności za kradzież. Sąd Najwyższy rozpoczął kolejny proces (o trzy zabójstwa) 22 marca 1999. Przewodniczył mu sędzia Luboš Vlasák. 19 maja 1999 skazał Roubala na 22 lata pozbawienia wolności za zabójstwa Kudrny i Magdolena. Sąd Miejski w Pradze, za morderstwo Dlouhego, wydał wyrok dożywocia, kierując się przekonaniem że kara 25 lat byłaby de facto tylko trzyletnim wydłużeniem wyroku za zbrodnię. Sąd Najwyższy potwierdził wyrok 6 października 1999. Z kolei 27 października 1999 Sąd Miejski w Pradze uznał Roubala winnym zabójstw Stranda i Suchánka, ale z uwagi na zasądzone już dożywocie nie można było żądać wyższego wyroku. 1 marca 2000 Sąd Najwyższy potwierdził to rozstrzygnięcie. Skazany wygrażał sędziom zemstą i Sądem Ostatecznym, ale żaden z nich nie ucierpiał. Zrezygnowano z rozpatrywania spraw Heppnera i Horkégo, gdyż nie zmieniłoby to uzyskanego wyroku.